# João Soreth
João Soreth (em francês:  Jean Soreth) foi um religioso carmelita francês.

## Vida e obras
Foi mestre em teologia e prior-geral da Ordem dos Carmelitas. Restaurou e promoveu a observância regular de sua Ordem. Foi durante o período em que ele era prior-geral, que o papa Nicolau IV, com a bula Cum nulla (1452), concedeu o direito de os carmelitas agregarem monjas e leigos. Por isso é considerado, junto com a beata Francisca de Ambósia, fundador das Monjas Carmelitas (Ordem Segunda) e iniciador da Ordem Terceira do Carmo (leigos).
Escreveu um bom comentário sobre a Regra do Carmo e publicou as Constituições de 1462.